# Crematogaster emeryi
Crematogaster emeryi är en myrart som beskrevs av Auguste-Henri Forel 1907. Crematogaster emeryi ingår i släktet Crematogaster och familjen myror. Inga underarter finns listade i Catalogue of Life.